# Michael Krohn-Dehli
Michael Krohn-Dehli (Copenaghen, 6 giugno 1983) è un ex calciatore danese, di ruolo centrocampista o ala.

## Caratteristiche tecniche
Nato come centrocampista centrale, è stato successivamente spostato nel ruolo di ala. Dispone di buona tecnica e visione di gioco.

## Carriera

### Club
Militò nelle file di diverse squadre danesi, prima di approdare nelle giovanili dell'Ajax, sotto la guida di Danny Blind. Nel 2004, comunque, lasciò i Lancieri, accasandosi al RKC Waalwijk. Qui fece il proprio debutto in Eredivisie, il 15 agosto 2004 in uno 0-0 contro il Groningen. Due anni dopo, a scadenza del contratto, ritornò all'Ajax, totalizzando 3 presenze in campionato, e il 31 gennaio 2007 venne mandato in prestito allo Sparta Rotterdam per la seconda metà della stagione. Il 5 febbraio esordì con lo Sparta in una gara contro il Roda. Terminato il prestito, nell'estate 2007 è tornato all'Ajax.
In seguito è stato ceduto al Brondby, squadra della massima serie danese, dove rimane per quattro stagioni consecutive segnando complessivamente 26 reti in 122 presenze in campionato. Nella stagione 2012-2013 gioca nella Liga spagnola con il neopromosso Celta Vigo, segnando 2 gol in 34 presenze in campionato e giocando altre 3 partite senza segnare in Coppa del Re.
Il 1º giugno 2015 firma un contratto biennale, con opzione per il terzo, con il Siviglia. Il 28 aprile 2016, nel corso della semifinale di andata di Europa League, pareggiata per 2-2 contro lo Shakhtar Donetsk, rimane vittima di un gravissimo infortunio al ginocchio sinistro, riportando la frattura del polo inferiore della rotula; operato il giorno dopo, i tempi di recupero vengono stimati tra i sette e gli otto mesi. Quasi sei mesi dopo, il 27 ottobre, sul profilo Twitter del Siviglia compare una foto di Krohn-Dehli in corsa. Un mese più tardi, Krohn-Dehli era di nuovo sul campo di allenamento con il resto della squadra. Il 29 gennaio 2018 passa a titolo definitivo al Deportivo La Coruna dove firma un contratto fino al giugno 2019.

### Nazionale

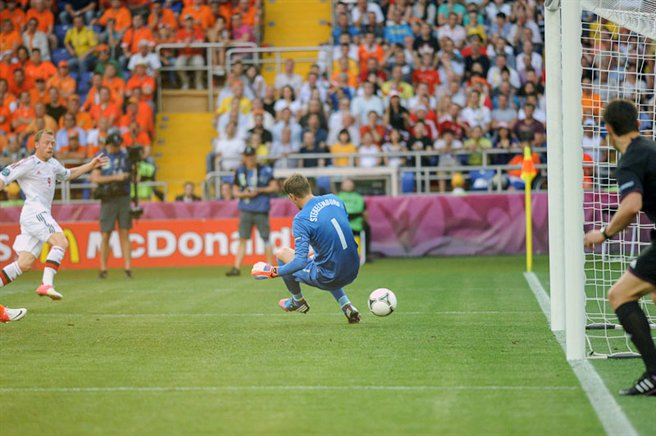
Krohn-Dehli trafigge Stekelenburg nella prima gara del girone di Euro 2012 tra Paesi Bassi e Danimarca.

Dopo aver giocato numerose partite amichevoli con le varie selezioni giovanili del suo Paese, ha iniziato a giocare nella Nazionale maggiore danese nel 2006; nel giugno del 2012 viene inserito dal CT Morten Olsen nella lista dei 23 che parteciperanno a Euro 2012 in Polonia e Ucraina. Nella prima giornata del girone eliminatorio risulta subito decisivo, segnando la rete con cui la Danimarca sconfigge 0-1 i Paesi Bassi. Va ancora a segno nella terza giornata, rete però inutile perché la Danimarca non solo perderà 1-2 contro la Germania (reti di Lukas Podolski e Lars Bender), ma verrà anche eliminata a favore del Portogallo.
Nel 2015, per via dei vari infortuni patiti in carriera, esce dal giro della Nazionale danese. Convocato a sorpresa per i Mondiali in Russia del 2018 dopo 3 anni di assenza dalla Nazionale, scende in campo unicamente nell'ottavo di finale perso contro la Croazia, nel quale tira e segna uno dei rigori segnati dalla sua squadra, che tuttavia si è rivelato inutile visto che ad avere la meglio sono stati i croati visti gli errori dal dischetto di Eriksen, Schöne e Nicolai Jørgensen (tutti e 3 si sono fatti parare il tiro dal portiere croato Danijel Subašić), che sono risultati decisivi ai fini dell'eliminazione della compagine scandinava.
Dopo il Mondiale, in data 3 luglio 2018, ha annunciato il suo ritiro dalla Nazionale.

## Statistiche

### Presenze e reti nei club
Statistiche aggiornate al 15 luglio 2019.
| Stagione            | Squadra             | Campionato          | Campionato | Campionato | Coppe nazionali | Coppe nazionali | Coppe nazionali | Coppe continentali | Coppe continentali | Coppe continentali | Altre coppe | Altre coppe | Altre coppe | Totale | Totale |
| Stagione            | Squadra             | Comp                | Pres       | Reti       | Comp            | Pres            | Reti            | Comp               | Pres               | Reti               | Comp        | Pres        | Reti        | Pres   | Reti   |
| ------------------- | ------------------- | ------------------- | ---------- | ---------- | --------------- | --------------- | --------------- | ------------------ | ------------------ | ------------------ | ----------- | ----------- | ----------- | ------ | ------ |
| 2004-2005           | RKC Waalwijk        | E                   | 31         | 2          | CO              | 0               | 0               | -                  | -                  | -                  | -           | -           | -           | 31     | 2      |
| 2005-2006           | RKC Waalwijk        | E                   | 17         | 0          | CO              | 0               | 0               | CU                 | 0                  | 0                  | -           | -           | -           | 17     | 0      |
| Totale RKC Waalwijk | Totale RKC Waalwijk | Totale RKC Waalwijk | 48         | 2          |                 | 0               | 0               |                    | 0                  | 0                  |             | -           | -           | 48     | 2      |
| ago.2006-gen. 2007  | Ajax                | E                   | 3          | 0          | CO              | 0               | 0               | UCL+CU             | 0                  | 0                  | SO          | 0           | 0           | 3      | 0      |
| gen.-giu. 2007      | Sparta Rotterdam    | E                   | 12         | 1          | CO              | 0               | 0               | -                  | -                  | -                  | -           | -           | -           | 12     | 1      |
| 2007-2008           | Ajax                | E                   | 1          | 0          | CO              | 0               | 0               | UCL+CU             | 0+0                | 0                  | SO          | 0           | 0           | 1      | 0      |
| Totale Ajax         | Totale Ajax         | Totale Ajax         | 4          | 0          |                 | 0               | 0               |                    | 0                  | 0                  |             | 0           | 0           | 4      | 0      |
| 2008-2009           | Brøndby             | SL                  | 28         | 5          | CD              | 4               | 1               | CU                 | 2                  | 1                  | -           | -           | -           | 34     | 7      |
| 2009-2010           | Brøndby             | SL                  | 32         | 4          | CD              | 0               | 0               | UEL                | 6                  | 0                  | -           | -           | -           | 38     | 4      |
| 2010-2011           | Brøndby             | SL                  | 29         | 12         | CD              | 1               | 0               | UEL                | 5                  | 0                  | -           | -           | -           | 35     | 12     |
| 2011-2012           | Brøndby             | SL                  | 27         | 5          | CD              | 2               | 2               | UEL                | 2                  | 1                  | -           | -           | -           | 31     | 8      |
| lug.-ago. 2012      | Brøndby             | SL                  | 6          | 0          | CD              | 0               | 0               | -                  | -                  | -                  | -           | -           | -           | 6      | 0      |
| Totale Brøndby      | Totale Brøndby      | Totale Brøndby      | 122        | 26         |                 | 7               | 3               |                    | 15                 | 2                  |             | -           | -           | 144    | 31     |
| 2012-2013           | Celta Vigo          | PD                  | 34         | 2          | CR              | 3               | 0               | -                  | -                  |                    | -           | -           | -           | 37     | 2      |
| 2013-2014           | Celta Vigo          | PD                  | 31         | 0          | CR              | 2               | 0               | -                  | -                  | -                  | -           | -           | -           | 33     | 0      |
| 2014-2015           | Celta Vigo          | PD                  | 36         | 1          | CR              | 2               | 0               | -                  | -                  | -                  | -           | -           | -           | 38     | 1      |
| Totale Celta Vigo   | Totale Celta Vigo   | Totale Celta Vigo   | 101        | 3          |                 | 7               | 0               |                    | -                  | -                  |             | -           | -           | 108    | 3      |
| 2015-2016           | Siviglia            | PD                  | 27         | 1          | CR              | 6               | 3               | UCL+UEL            | 6+7                | 0                  | SU          | 1           | 0           | 47     | 4      |
| 2016-2017           | Siviglia            | PD                  | 2          | 0          | CR              | 0               | 0               | UCL                | 0                  | 0                  | SU          | 0           | 0           | 2      | 0      |
| 2017-gen. 2018      | Siviglia            | PD                  | 13         | 1          | CR              | 2               | 0               | UCL                | 4                  | 0                  | -           | -           | -           | 19     | 1      |
| Totale Siviglia     | Totale Siviglia     | Totale Siviglia     | 42         | 2          |                 | 8               | 3               |                    | 17                 | 0                  |             | 1           | 0           | 68     | 5      |
| gen.-giu. 2018      | Deportivo La Coruña | PD                  | 11         | 0          | CR              | 0               | 0               | -                  | -                  | -                  | -           | -           | -           | 11     | 0      |
| 2018-2019           | Deportivo La Coruña | SD                  | 14         | 0          | CR              | 1               | 0               | -                  | -                  | -                  | -           | -           | -           | 15     | 0      |
| Totale Deportivo    | Totale Deportivo    | Totale Deportivo    | 25         | 0          |                 | 1               | 0               |                    | -                  | -                  |             | -           | -           | 26     | 0      |
| Totale carriera     | Totale carriera     | Totale carriera     | 354        | 34         |                 | 23              | 6               |                    | 32                 | 2                  |             | 1           | 0           | 410    | 42     |

### Cronologia presenze e reti in nazionale
| Cronologia completa delle presenze e delle reti in nazionale ― Danimarca | Cronologia completa delle presenze e delle reti in nazionale ― Danimarca | Cronologia completa delle presenze e delle reti in nazionale ― Danimarca | Cronologia completa delle presenze e delle reti in nazionale ― Danimarca | Cronologia completa delle presenze e delle reti in nazionale ― Danimarca | Cronologia completa delle presenze e delle reti in nazionale ― Danimarca | Cronologia completa delle presenze e delle reti in nazionale ― Danimarca | Cronologia completa delle presenze e delle reti in nazionale ― Danimarca |
| Data                                                                     | Città                                                                    | In casa                                                                  | Risultato                                                                | Ospiti                                                                   | Competizione                                                             | Reti                                                                     | Note                                                                     |
| ------------------------------------------------------------------------ | ------------------------------------------------------------------------ | ------------------------------------------------------------------------ | ------------------------------------------------------------------------ | ------------------------------------------------------------------------ | ------------------------------------------------------------------------ | ------------------------------------------------------------------------ | ------------------------------------------------------------------------ |
| 11-10-2006                                                               | Vaduz                                                                    | Liechtenstein                                                            | 0 – 4                                                                    | Danimarca                                                                | Qual. Euro 2008                                                          | -                                                                        | 78’                                                                      |
| 11-10-2008                                                               | Copenaghen                                                               | Danimarca                                                                | 3 – 0                                                                    | Malta                                                                    | Qual. Mondiali 2010                                                      | -                                                                        | 60’                                                                      |
| 19-11-2008                                                               | Brøndby                                                                  | Danimarca                                                                | 0 – 1                                                                    | Galles                                                                   | Amichevole                                                               | -                                                                        | 60’                                                                      |
| 17-1-2010                                                                | Nakhon Ratchasima                                                        | Polonia                                                                  | 1 – 3                                                                    | Danimarca                                                                | Amichevole                                                               | -                                                                        | 66’                                                                      |
| 20-1-2010                                                                | Nakhon Ratchasima                                                        | Danimarca                                                                | 5 – 1                                                                    | Singapore                                                                | Amichevole                                                               | -                                                                        | 76’                                                                      |
| 23-1-2010                                                                | Nakhon Ratchasima                                                        | Thailandia                                                               | 0 – 3                                                                    | Danimarca                                                                | Amichevole                                                               | -                                                                        |                                                                          |
| 3-3-2010                                                                 | Vienna                                                                   | Austria                                                                  | 2 – 1                                                                    | Danimarca                                                                | Amichevole                                                               | -                                                                        |                                                                          |
| 27-5-2010                                                                | Aalborg                                                                  | Danimarca                                                                | 2 – 0                                                                    | Senegal                                                                  | Amichevole                                                               | -                                                                        | 67’                                                                      |
| 7-9-2010                                                                 | Copenaghen                                                               | Danimarca                                                                | 1 – 0                                                                    | Islanda                                                                  | Qual. Euro 2012                                                          | -                                                                        | 76’                                                                      |
| 12-10-2010                                                               | Copenaghen                                                               | Danimarca                                                                | 2 – 0                                                                    | Cipro                                                                    | Qual. Euro 2012                                                          | -                                                                        | 65’                                                                      |
| 17-11-2010                                                               | Aarhus                                                                   | Danimarca                                                                | 0 – 0                                                                    | Rep. Ceca                                                                | Amichevole                                                               | -                                                                        |                                                                          |
| 9-2-2011                                                                 | Copenaghen                                                               | Danimarca                                                                | 1 – 2                                                                    | Inghilterra                                                              | Amichevole                                                               | -                                                                        | 70’                                                                      |
| 26-3-2011                                                                | Oslo                                                                     | Norvegia                                                                 | 1 – 1                                                                    | Danimarca                                                                | Qual. Euro 2012                                                          | -                                                                        | 82’                                                                      |
| 29-3-2011                                                                | Trnava                                                                   | Slovacchia                                                               | 1 – 2                                                                    | Danimarca                                                                | Amichevole                                                               | 1                                                                        | 86’                                                                      |
| 4-6-2011                                                                 | Reykjavík                                                                | Islanda                                                                  | 0 – 2                                                                    | Danimarca                                                                | Qual. Euro 2012                                                          | -                                                                        | 46’                                                                      |
| 10-8-2011                                                                | Glasgow                                                                  | Scozia                                                                   | 2 – 1                                                                    | Danimarca                                                                | Amichevole                                                               | -                                                                        | 76’                                                                      |
| 6-9-2011                                                                 | Copenaghen                                                               | Danimarca                                                                | 2 – 0                                                                    | Norvegia                                                                 | Qual. Euro 2012                                                          | -                                                                        | 70’                                                                      |
| 7-10-2011                                                                | Nicosia                                                                  | Cipro                                                                    | 1 – 4                                                                    | Danimarca                                                                | Qual. Euro 2012                                                          | 1                                                                        |                                                                          |
| 11-10-2011                                                               | Copenaghen                                                               | Danimarca                                                                | 2 – 1                                                                    | Portogallo                                                               | Qual. Euro 2012                                                          | 1                                                                        |                                                                          |
| 11-11-2011                                                               | Copenaghen                                                               | Danimarca                                                                | 2 – 0                                                                    | Svezia                                                                   | Amichevole                                                               | 1                                                                        |                                                                          |
| 15-11-2011                                                               | Esbjerg                                                                  | Danimarca                                                                | 2 – 1                                                                    | Finlandia                                                                | Amichevole                                                               | -                                                                        | 58’                                                                      |
| 29-2-2012                                                                | Copenaghen                                                               | Danimarca                                                                | 0 – 2                                                                    | Russia                                                                   | Amichevole                                                               | -                                                                        | 46’                                                                      |
| 26-5-2012                                                                | Amburgo                                                                  | Danimarca                                                                | 1 – 3                                                                    | Brasile                                                                  | Amichevole                                                               | -                                                                        | 72’                                                                      |
| 2-6-2012                                                                 | Copenaghen                                                               | Danimarca                                                                | 2 – 0                                                                    | Australia                                                                | Amichevole                                                               | -                                                                        | 74’                                                                      |
| 9-6-2012                                                                 | Charkiv                                                                  | Paesi Bassi                                                              | 0 – 1                                                                    | Danimarca                                                                | Euro 2012 - 1º turno                                                     | 1                                                                        |                                                                          |
| 13-6-2012                                                                | Leopoli                                                                  | Danimarca                                                                | 2 – 3                                                                    | Portogallo                                                               | Euro 2012 - 1º turno                                                     | -                                                                        | 90’                                                                      |
| 17-6-2012                                                                | Leopoli                                                                  | Danimarca                                                                | 1 – 2                                                                    | Germania                                                                 | Euro 2012 - 1º turno                                                     | 1                                                                        |                                                                          |
| 15-8-2012                                                                | Copenaghen                                                               | Danimarca                                                                | 1 – 3 dts                                                                | Slovacchia                                                               | Amichevole                                                               | -                                                                        |                                                                          |
| 8-9-2012                                                                 | Copenaghen                                                               | Danimarca                                                                | 0 – 0                                                                    | Rep. Ceca                                                                | Qual. Mondiali 2014                                                      | -                                                                        |                                                                          |
| 12-10-2012                                                               | Sofia                                                                    | Bulgaria                                                                 | 1 – 1                                                                    | Danimarca                                                                | Qual. Mondiali 2014                                                      | -                                                                        |                                                                          |
| 16-10-2012                                                               | Milano                                                                   | Italia                                                                   | 3 – 1                                                                    | Danimarca                                                                | Qual. Mondiali 2014                                                      | -                                                                        | 83’                                                                      |
| 14-11-2012                                                               | Istanbul                                                                 | Turchia                                                                  | 1 – 1                                                                    | Danimarca                                                                | Amichevole                                                               | -                                                                        | 66’                                                                      |
| 6-2-2013                                                                 | Skopje                                                                   | Macedonia                                                                | 3 – 0                                                                    | Danimarca                                                                | Amichevole                                                               | -                                                                        | 82’                                                                      |
| 22-3-2013                                                                | Olomouc                                                                  | Rep. Ceca                                                                | 0 – 3                                                                    | Danimarca                                                                | Qual. Mondiali 2014                                                      | -                                                                        |                                                                          |
| 26-3-2013                                                                | Copenaghen                                                               | Danimarca                                                                | 1 – 1                                                                    | Bulgaria                                                                 | Qual. Mondiali 2014                                                      | -                                                                        | 69’                                                                      |
| 5-6-2013                                                                 | Aalborg                                                                  | Danimarca                                                                | 2 – 1                                                                    | Georgia                                                                  | Amichevole                                                               | -                                                                        | 46’                                                                      |
| 11-6-2013                                                                | Copenaghen                                                               | Danimarca                                                                | 0 – 4                                                                    | Armenia                                                                  | Qual. Mondiali 2014                                                      | -                                                                        | 5’                                                                       |
| 14-8-2013                                                                | Danzica                                                                  | Polonia                                                                  | 3 – 2                                                                    | Danimarca                                                                | Amichevole                                                               | -                                                                        | 72’                                                                      |
| 6-9-2013                                                                 | Ta' Qali                                                                 | Malta                                                                    | 1 – 2                                                                    | Danimarca                                                                | Qual. Mondiali 2014                                                      | -                                                                        | 46’                                                                      |
| 10-9-2013                                                                | Erevan                                                                   | Armenia                                                                  | 0 – 1                                                                    | Danimarca                                                                | Qual. Mondiali 2014                                                      | -                                                                        |                                                                          |
| 11-10-2013                                                               | Copenaghen                                                               | Danimarca                                                                | 2 – 2                                                                    | Italia                                                                   | Qual. Mondiali 2014                                                      | -                                                                        |                                                                          |
| 15-10-2013                                                               | Copenaghen                                                               | Danimarca                                                                | 6 – 0                                                                    | Malta                                                                    | Qual. Mondiali 2014                                                      | -                                                                        |                                                                          |
| 15-11-2013                                                               | Herning                                                                  | Danimarca                                                                | 2 – 1                                                                    | Norvegia                                                                 | Amichevole                                                               | -                                                                        |                                                                          |
| 5-3-2014                                                                 | Londra                                                                   | Inghilterra                                                              | 1 – 0                                                                    | Danimarca                                                                | Amichevole                                                               | -                                                                        |                                                                          |
| 22-5-2014                                                                | Budapest                                                                 | Ungheria                                                                 | 2 – 2                                                                    | Danimarca                                                                | Amichevole                                                               | -                                                                        | 79’                                                                      |
| 28-5-2014                                                                | Copenaghen                                                               | Danimarca                                                                | 1 – 0                                                                    | Svezia                                                                   | Amichevole                                                               | -                                                                        | 78’                                                                      |
| 7-9-2014                                                                 | Copenaghen                                                               | Danimarca                                                                | 2 – 1                                                                    | Armenia                                                                  | Qual. Euro 2016                                                          | -                                                                        |                                                                          |
| 11-10-2014                                                               | Elbasan                                                                  | Albania                                                                  | 1 – 1                                                                    | Danimarca                                                                | Qual. Euro 2016                                                          | -                                                                        |                                                                          |
| 14-10-2014                                                               | Copenaghen                                                               | Danimarca                                                                | 0 – 1                                                                    | Portogallo                                                               | Qual. Euro 2016                                                          | -                                                                        |                                                                          |
| 14-11-2014                                                               | Belgrado                                                                 | Serbia                                                                   | 1 – 3                                                                    | Danimarca                                                                | Qual. Euro 2016                                                          | -                                                                        | 79’                                                                      |
| 25-3-2015                                                                | Aarhus                                                                   | Danimarca                                                                | 3 – 2                                                                    | Stati Uniti                                                              | Amichevole                                                               | -                                                                        | 78’                                                                      |
| 29-3-2015                                                                | Parigi                                                                   | Francia                                                                  | 2 – 0                                                                    | Danimarca                                                                | Amichevole                                                               | -                                                                        |                                                                          |
| 8-6-2015                                                                 | Viborg                                                                   | Danimarca                                                                | 2 – 1                                                                    | Montenegro                                                               | Amichevole                                                               | -                                                                        | 73’                                                                      |
| 13-6-2015                                                                | Copenaghen                                                               | Danimarca                                                                | 2 – 0                                                                    | Serbia                                                                   | Qual. Euro 2016                                                          | -                                                                        | 61’                                                                      |
| 4-9-2015                                                                 | Copenaghen                                                               | Danimarca                                                                | 0 – 0                                                                    | Albania                                                                  | Qual. Euro 2016                                                          | -                                                                        |                                                                          |
| 7-9-2015                                                                 | Erevan                                                                   | Armenia                                                                  | 0 – 0                                                                    | Danimarca                                                                | Qual. Euro 2016                                                          | -                                                                        | 56’                                                                      |
| 8-10-2015                                                                | Braga                                                                    | Portogallo                                                               | 1 – 0                                                                    | Danimarca                                                                | Qual. Euro 2016                                                          | -                                                                        |                                                                          |
| 11-10-2015                                                               | Copenaghen                                                               | Danimarca                                                                | 1 – 2                                                                    | Francia                                                                  | Amichevole                                                               | -                                                                        | 56’                                                                      |
| 17-11-2015                                                               | Copenaghen                                                               | Danimarca                                                                | 2 – 2                                                                    | Svezia                                                                   | Qual. Euro 2016                                                          | -                                                                        | 46’                                                                      |
| 2-6-2018                                                                 | Solna                                                                    | Svezia                                                                   | 0 – 0                                                                    | Danimarca                                                                | Amichevole                                                               | -                                                                        | 60’                                                                      |
| 9-6-2018                                                                 | Brøndby                                                                  | Danimarca                                                                | 2 – 0                                                                    | Messico                                                                  | Amichevole                                                               | -                                                                        | 90’                                                                      |
| 1-7-2018                                                                 | Nižnij Novgorod                                                          | Croazia                                                                  | 1 – 1 dts (3 – 2 dtr)                                                    | Danimarca                                                                | Mondiali 2018 - Ottavi di finale                                         | -                                                                        | 98’                                                                      |
| Totale                                                                   |                                                                          | Presenze                                                                 | 62                                                                       |                                                                          | Reti                                                                     | 6                                                                        |                                                                          |

## Palmarès

### Club

#### Competizioni nazionali
- Supercoppa dei Paesi Bassi: 1

Ajax: 2006

#### Competizioni internazionali
- UEFA Europa League: 1

Siviglia: 2015-2016